# Watch Dogs 2
Watch Dogs 2 là một trò chơi hành động phiêu lưu được phát triển bởi Ubisoft Montreal và phát hành bởi Ubisoft. Đây là phần tiếp theo của trò chơi Watch Dogs ra mắt năm 2014 và là phần thứ hai trong series Watch Dogs. Trò chơi được phát hành cho các hệ máy PlayStation 4, Xbox One và Windows vào tháng 11 năm 2016, và sau đó được phát hành trên nền tảng Stadia vào tháng 12 năm 2020. Lấy bối cảnh trong phiên bản hư cấu của khu vực vùng vịnh San Francisco. Trò chơi có góc nhìn thứ ba và thế giới mở của nó có thể được khám phá bằng cách đi bộ hoặc sử dụng phương tiện di chuyển. Người chơi sẽ điều khiển Marcus Holloway, một hacker làm việc cùng nhóm hacker DedSec để hạ gục hệ thống giám sát tiên tiến của thành phố, được gọi là ctOS. Có nhiều cách để hoàn thành nhiệm vụ, và mỗi nhiệm vụ hoàn thành thành công sẽ tăng số lượng người theo dõi của DedSec. Chế độ phối hợp nhiều người chơi cho phép chiến đấu đối kháng một chọi một và kết nối với những người chơi khác để vô hiệu hóa một người chơi đang gây rối.
Ubisoft Montreal đã nghiên cứu phản hồi từ người chơi của trò chơi đầu tiên để đánh giá những gì có thể cải thiện trong Watch Dogs 2, đồng thời thực hiện nhiều chuyến đi đến California để nghiên cứu bối cảnh. Ubisoft Reflections chịu trách nhiệm cải tiến cơ chế lái xe. Các hacker thực thụ đã cố vấn để xác thực kịch bản và cơ chế gameplay, đồng thời các tài liệu tham khảo về hoạt động hacktivism đời thực như cuộc biểu tình Project Chanology đã được hư cấu hóa. Nhạc nền gốc của trò chơi được sáng tác bởi Hudson Mohawke. Trò chơi nhận được sự đón nhận tích cực từ giới phê bình, những người khen ngợi việc cải thiện so với Watch Dogs đầu tiên ở các khía cạnh như cơ chế hack, bối cảnh, nhân vật và điều khiển lái xe. Tuy nhiên, cách xây dựng nhân vật và các vấn đề kỹ thuật thường xuyên, thứ sau đó đã được sửa lỗi qua bản vá, được coi là những điểm chưa hoàn hảo. Tính đến tháng 3 năm 2020, Watch Dogs 2 đã bán được hơn 10 triệu bản. Phần tiếp theo có tên Watch Dogs: Legion được phát hành vào ngày 29 tháng 10 năm 2020.

## Lối chơi
Tương tự như phần tiền nhiệm, Watch Dogs 2 là một trò chơi hành động phiêu lưu với các yếu tố stealth và chơi từ góc nhìn góc nhìn thứ ba theo chân Marcus Holloway, một hacker trẻ tuổi. Trò chơi có một thế giới mở được đặt trong phiên bản hư cấu của khu vực vùng vịnh San Francisco, rộng hơn gấp đôi so với bối cảnh Chicagoland trong Watch Dogs. Nó bao gồm bốn khu vực khác nhau: San Francisco, Oakland, Marin County (bao gồm thành phố Sausalito) và Silicon Valley. Người chơi có thể di chuyển trong thế giới của trò chơi bằng cách đi bộ hoặc sử dụng nhiều phương tiện khác nhau, chẳng hạn như ô tô, xe tải, xe buýt, xe điện cáp, xe máy, xe địa hình bốn bánh và thuyền. Cơ chế lái xe đã được cải tiến và thiết kế để trở nên dễ tiếp cận hơn. Người chơi có thể bắn vũ khí trong khi lái xe. Marcus cũng sở hữu kỹ năng acrobatic được cải tiến và khả năng thực hiện parkour quanh thành phố. Người chơi có thể sử dụng các phương pháp khác nhau để tiếp cận các nhiệm vụ trong trò chơi, lựa chọn giữa lối chơi tấn công trực diện, trong đó họ đánh bại kẻ thù bằng súng được tạo ra bằng máy in 3D; chất nổ, như mìn; hoặc vũ khí melee của Marcus, một quả bóng billiard gắn vào dây đàn hồi. Ngoài ra, người chơi có thể sử dụng lối chơi ẩn nấp, trong đó họ có thể né tránh kẻ thù hoặc tạm thời làm tê liệt chúng bằng súng phóng điện của Marcus. Tương tự như phần trước, Watch Dogs 2 đặc biệt nhấn mạnh việc sử dụng các thiết bị môi trường và địa hình để mang lại lợi thế cho Marcus. Ví dụ, người chơi có thể hack một chiếc máy điều hòa không khí để tạo ra cú sốc điện khi kẻ thù đến gần nó. Marcus cũng có thể sử dụng các thiết bị taser mô-đun và chất nổ của mình để chống lại kẻ thù một cách chiến thuật. Khi lực lượng thực thi pháp luật chứng kiến người chơi phạm tội hoặc bị cảnh báo bởi một NPC, cảnh sát sẽ cố gắng bắt giữ người chơi. Hệ thống nâng cấp là một tính năng quay trở lại, với các vật phẩm được chia thành ba loại: Ghost, Aggressor và Trickster. Các nâng cấp có thể được tùy chỉnh theo phong cách chơi.

Người chơi có thể hack môi trường xung quanh để tiến triển trong các nhiệm vụ.

Marcus có thể hack vào nhiều thiết bị điện tử được kết nối với hệ thống ctOS thông qua chiếc điện thoại thông minh trong trò chơi. Ví dụ, Marcus có thể sửa đổi thông tin cá nhân của các NPC để khiến họ bị bắt hoặc bị tấn công bởi một trong các băng đảng như 580s, Tezcas, Auntie Shu Boys, Bratva hoặc Sons of Ragnarok, hack và thao túng mọi điện thoại di động xuất hiện trong trò chơi, gây rối giao thông bằng cách hack xe hơi và đèn giao thông, hack vào camera giám sát, và thực hiện "hack hàng loạt", tức là hack thiết bị điện của một nhóm lớn người dân. Người chơi cũng có thể nhận được nhiều tùy chọn khi hack cùng một đối tượng. Ví dụ, nếu người chơi cố gắng hack một chiếc xe, họ có thể giành quyền kiểm soát trực tiếp chiếc xe hoặc khiến nó mất kiểm soát và đâm ngẫu nhiên theo một hướng bất kỳ. Khác với Aiden, nhân vật chính của trò chơi đầu tiên, Marcus sở hữu kho vũ khí trang bị tiên tiến, bao gồm một quadcopter và xe điều khiển từ xa, cả hai đều có thể được sử dụng để hack từ xa và do thám. Trang phục của Marcus có thể được tùy chỉnh với hơn 700 món đồ quần áo, có sẵn để mua tại các cửa hàng duy trì phong cách thời trang độc đáo phù hợp với cư dân ở mỗi khu vực. Trò chơi có nhiều nhiệm vụ cốt truyện chính và các nhiệm vụ phụ được gọi là "operations" (Chiến dịch). Sau khi hoàn thành, số lượng người theo dõi của Marcus sẽ tăng lên.

### Chế độ nhiều người chơi
Chế độ nhiều người chơi quay trở lại trong Watch Dogs 2. Trò chơi giới thiệu một chế độ phối hợp nhiều người chơi, trong đó người chơi có thể gặp gỡ và tương tác với những người chơi ngẫu nhiên khác. Họ có thể cùng khám phá thế giới mở và hoàn thành các nhiệm vụ, điều này cũng giúp người chơi tăng số lượng người theo dõi. Trò chơi có hệ thống cử chỉ (emote), cho phép nhân vật của người chơi giao tiếp với nhau thông qua các hành động cơ bản. Trò chơi có thể được chơi hoàn toàn trực tuyến hoặc ngoại tuyến. Ngoài ra, trò chơi còn có sáu chế độ chơi cạnh tranh:
- Hacking Invasion: Một chế độ chơi cạnh tranh một chọi một, ban đầu xuất hiện trong trò chơi đầu tiên, trong đó một người chơi bí mật tham gia vào phiên chơi đơn của người chơi khác và đánh cắp dữ liệu ảo từ họ. Người chơi xâm nhập phải ẩn mình trong khi lấy dữ liệu, trong khi người chơi phòng thủ phải xác định và tiêu diệt người chơi xâm nhập.[18]
- Bounty Hunter: Một chế độ được giới thiệu trong trò chơi. Nếu một người chơi trực tuyến gây ra quá nhiều hỗn loạn trong thế giới, chế độ này sẽ được kích hoạt. Ngoài ra, người chơi có thể tự khởi động chế độ này. Cảnh sát, cùng với một đến ba người chơi khác, sẽ tham gia vào trò chơi của người chơi với hy vọng tiêu diệt mục tiêu bị truy nã để nhận phần thưởng, mang lại cho họ điểm kinh nghiệm. Người bị săn đuổi có thể phản công bằng cách giết những kẻ săn lùng để nhận phần thưởng lớn hơn, hoặc thoát khỏi chúng cho đến khi thời gian treo thưởng kết thúc.[4][19] Trong khi đó, người bị săn đuổi cũng có thể nhận được sự hỗ trợ từ một người chơi khác nếu người đó chọn tham gia cùng họ. Người chơi có thể tự đặt lệnh truy nã lên chính mình bằng điện thoại thông minh trong trò chơi.[20]
- Showd0wn: Một chế độ được thêm vào trong bản cập nhật. Trong chế độ này, hai đội, mỗi đội gồm hai người chơi, đối đầu nhau trong các nhiệm vụ ngắn. Nhiệm vụ có thể là đội đầu tiên đánh cắp ổ cứng hoặc đội tấn công phải hack các máy chủ mà đội phòng thủ đang bảo vệ trong một khoảng thời gian giới hạn.[21]
- Racing: Một chế độ được thêm vào trong bản cập nhật. Tối đa bốn người chơi thi đấu đối kháng để về đích bằng drone, ekart, thuyền và xe máy.[22]
- Man vs Machine: Một chế độ được thêm vào trong bản cập nhật. Tối đa bốn người chơi hợp tác để tiêu diệt một cỗ máy trong một khoảng thời gian ngắn.[23]
- Loot Trucks: Một chế độ được thêm vào trong bản cập nhật. Tối đa bốn người chơi thi đấu đối kháng để đánh cắp một hộp quý giá từ một chiếc xe tải và thoát khỏi cảnh sát cũng như những người chơi khác. Sự kiện này có khả năng xảy ra ngẫu nhiên khi người chơi đang tự do khám phá thế giới, nhưng cũng có thể được kích hoạt thủ công.[21]

## Cốt truyện
Năm 2016, ba năm sau những sự kiện ở Chicago trong Watch Dogs, San Francisco trở thành thành phố đầu tiên lắp đặt thế hệ tiếp theo của hệ thống ctOS (central Operating System) – một mạng máy tính kết nối mọi thiết bị thành một hệ thống duy nhất do công ty công nghệ Blume phát triển. Hacker Marcus Holloway bị trừng phạt vì một tội ác mà anh không phạm phải thông qua hệ thống ctOS 2.0 nên quyết định gia nhập nhóm hacker DedSec (bao gồm các hacker Sitara Dhawan, Josh Sauchak, Horatio Carlin, và "Wrench"). Anh thực hiện bài kiểm tra gia nhập bằng cách hack vào một trang trại máy chủ của Blume để xóa hồ sơ của mình khỏi hệ thống. DedSec nhận thấy rằng hệ thống ctOS mới có thể gây hại ngầm cho những công dân vô tội trên khắp thành phố. Vì vậy họ quyết định nâng cao nhận thức về mục tiêu của mình thông qua một chiến dịch truyền thông xã hội nhằm tuyển thêm người bằng cách phơi bày sự tham nhũng và các tội ác được thực hiện thông qua hệ thống trước khi hạ bệ Blume.
Sau nhiều lần phơi bày thành công, Josh phát hiện một số bất thường trong số lượng người theo dõi của nhóm. Khi Marcus điều tra vấn đề này anh biết rằng DedSec đã bị CTO của Blume là Dušan Nemec lợi dụng để bán ctOS 2.0 cho những người sợ bị hack. Bị buộc phải rời khỏi thành phố một thời gian DedSec tham gia một sự kiện hack trong sa mạc và gặp hacker huyền thoại Raymond "T-Bone" Kenney. Quan tâm đến việc hỗ trợ họ Kenney gia nhập DedSec để cùng tiếp tục cuộc chiến chống lại Blume. Sau khi hack vào trang trại máy chủ của một công ty internet lớn, nhóm sử dụng dữ liệu thu được để truy đuổi và phơi bày sự tham nhũng của các nhân viên thực thi pháp luật chính trị gia và nhiều tập đoàn ở Thung lũng Silicon. Trong thời gian này, Marcus cũng tập trung vào việc hạ bệ các băng đảng tội phạm sau khi một băng nhóm giết Horatio vì từ chối giúp đỡ chúng trong các hoạt động và ngăn chặn nỗ lực của Dušan nhằm phá hoại hoạt động của DedSec thông qua một nhóm hacker đối thủ và FBI.
Cuối cùng DedSec phát hiện thông tin về chương trình thao túng dữ liệu mang tên "Bellwether" do Kenney thiết kế và biết rằng với cả chương trình này lẫn mạng lưới vệ tinh mới được thiết kế để bỏ qua cáp dữ liệu dưới biển Dušan dự định thao túng tài chính và chính trị toàn cầu nhằm tạo ra sự độc quyền đối với toàn bộ dữ liệu điện tử của thế giới. Để phơi bày điều này và sự tham nhũng của Dušan, DedSec phối hợp một chiến dịch quy mô lớn để Marcus đột nhập vào trụ sở chính của Blume tại San Francisco bằng cách cài đặt một lỗ hổng backdoor trên một trong các vệ tinh của công ty và hack vào máy chủ của họ và chuyển thông tin về tội ác của Dušan cho cảnh sát. Mặc dù Dušan bị bắt vì tội gian lận và Blume bị điều tra, DedSec quyết tâm tiếp tục cuộc chiến chống lại công ty.
Trong một cảnh kết thúc mở rộng được thêm vào sau bản vá phát hành hai cá nhân không rõ danh tính nhận xét rằng ngày càng có nhiều nhóm tế bào DedSec và các nhóm hacktivist xuất hiện trên toàn cầu như một phản ứng đối với vụ bê bối Blume ở San Francisco và đã đến lúc thực hiện kế hoạch của riêng họ. Tên tệp của bản ghi hình trong cảnh kết thúc là một tập hợp tọa độ nằm ở Brixton, London; báo trước những sự kiện trong tương lai của Watch Dogs: Legion.

## Phát triển
Tại E3 2014, giám đốc điều hành của Ubisoft Tony Key cho biết họ hài lòng với doanh số của trò chơi đầu tiên và thương hiệu này sẽ được phát triển thành một loạt dài hơi. Theo giám đốc sáng tạo Jonathan Morin, mục tiêu chính của trò chơi đầu tiên là thiết lập thương hiệu Watch Dogs. Ý định của họ là mạo hiểm hơn trong phần tiếp theo thay vì tạo ra một phiên bản hoàn thiện hơn của trò chơi trước. Để cải thiện trò chơi Morin và nhóm của ông đã đọc các bài đánh giá về trò chơi đầu tiên cũng như thăm NeoGAF và nhiều diễn đàn khác để nghiên cứu phản hồi từ người chơi. Các ưu tiên của họ bao gồm việc tạo ra một môi trường "đáng tin" mang lại cho người chơi nhiều tự do hơn và giới thiệu một nhân vật chính mới có tính cách hoàn toàn khác biệt so với nhân vật chính của trò chơi đầu tiên Aiden Pearce. Nhà phát triển chính Ubisoft Montreal đã hợp tác với các chi nhánh khác như Ubisoft Toronto, Ubisoft Paris, Ubisoft Bucharest, Ubisoft Kyiv và Ubisoft Reflections để hỗ trợ sản xuất. Cơ chế lái xe đã được làm lại hoàn toàn nhằm giúp người chơi dễ tiếp cận hơn và được phát triển bởi Ubisoft Reflections đội ngũ đứng sau series Driver của Ubisoft. Trước những phàn nàn về việc đồ họa của Watch Dogs bị giảm chất lượng so với những gì được trình chiếu tại E3 2012 Ubisoft cam kết rằng Watch Dogs 2 sẽ không gặp phải vấn đề tương tự bởi khác với phần đầu tiên trò chơi này được phát triển ngay từ đầu cho PlayStation 4 và Xbox One. Một cải tiến khác so với trò chơi đầu tiên là sự kết nối chủ đề rõ ràng hơn với cốt truyện. Các nhiệm vụ chính được cấu trúc như những cung truyện kéo dài đến 90 phút mỗi cung và cốt truyện sẽ được đẩy mạnh sau mỗi lần hoàn thành.
Nhóm phát triển đã làm việc với các chuyên gia tư vấn hacker để xác thực kịch bản bao gồm việc sử dụng thuật ngữ chuyên ngành và cơ chế gameplay nhằm đảm bảo tính xác thực của nội dung. Chiến dịch tuyên truyền của nhóm hacker DedSec trong trò chơi chịu ảnh hưởng từ văn hóa GIF động, nghệ thuật glitch art và truyện tranh từ cuối những năm 1940. David Maynor đóng vai trò cố vấn về hack. Giám đốc nội dung Thomas Geffroyd người có hai mươi năm kinh nghiệm với cộng đồng hacker được giao nhiệm vụ thu thập thông tin từ các nhà hoạt động hacktivist – chẳng hạn như tác giả Violet Blue – và sau đó chuyển tiếp chúng tới đội ngũ. Trò chơi cũng có những tham chiếu đến đời thực; chiến dịch Project Chanology đã được hư cấu hóa trong nhiệm vụ "False Profits".
Ubisoft Montreal đã thực hiện nhiều chuyến khảo sát tại California để nghiên cứu bối cảnh và cố gắng đưa hầu hết các địa danh nổi tiếng trong khu vực vào trò chơi. Đối với những khu vực không thể đưa vào trò chơi nhóm đã thiết kế lại những địa điểm này và thêm chúng trở lại vào trò chơi. Theo nhà sản xuất Dominic Guay việc có những địa điểm thực tế và chính xác trong trò chơi là yếu tố quan trọng bởi chúng khuyến khích người chơi khám phá thế giới mở. Khác với nhiều trò chơi thế giới mở trước đây của Ubisoft người chơi không cần leo tháp để khám phá địa điểm và nhiệm vụ. Thay vào đó trò chơi mở ra ngay từ đầu cho phép người chơi tự do khám phá thành phố. Hệ thống tiến trình mới của trò chơi yêu cầu người chơi thu hút người theo dõi thay vì hoàn thành nhiệm vụ chính là một cách khác mà Ubisoft Montreal hy vọng sẽ khuyến khích việc khám phá và khiến thành phố trở nên "tự do" hơn. Watch Dogs 2 có khoảng sáu mươi lập trình viên tham gia vào quá trình phát triển.
Phần tiếp theo của Watch Dogs đã được đồn đoán kể từ khi phần đầu tiên ra mắt nhưng chỉ được Ubisoft công bố chính thức qua các báo cáo tài chính vào tháng Hai và tháng Năm năm 2016, trước khi được xác nhận là một phần trong danh sách ra mắt tại E3 2016. Một buổi công bố trực tuyến kéo dài 20 phút đã được tổ chức vài ngày sau đó. Vào ngày 27 tháng 10 năm 2016 Watch Dogs 2 được thông báo đã hoàn thành sản xuất.
Game engine là phiên bản nâng cấp của Disrupt.

### Âm nhạc
Nhạc nền của trò chơi được sáng tác bởi Hudson Mohawke. Kết hợp giữa âm nhạc điện tử và nhạc hip hop, nó được tiếp cận từ góc độ âm nhạc khoa học viễn tưởng mang phong cách cult. Ubisoft đã hợp tác với nhà sản xuất âm nhạc người Hà Lan Oliver Heldens để tạo ra video cho ca khúc "Good Life" của anh theo phong cách của nhóm DedSec. Để có được các bài hát được cấp phép, một thỏa thuận đã được ký kết với Amoeba Music. Nhạc nền của Mohawke được phát hành riêng biệt dưới dạng DedSec – Watch Dogs 2 (Original Game Soundtrack) thông qua hãng đĩa Warp Records.

## Phát hành
Vào ngày 8 tháng 6 năm 2016, Ubisoft tiết lộ rằng trò chơi sẽ được phát hành vào ngày 15 tháng 11 cùng năm cho PlayStation 4, Windows và Xbox One với sáu phiên bản riêng biệt. Vào tháng 9 năm 2016, có thông báo rằng Watch Dogs 2 sẽ có các cải tiến trên PlayStation 4 Pro. Vào tháng 10 năm 2016, Ubisoft thông báo rằng phiên bản Windows sẽ bị trì hoãn đến ngày 29 tháng 11 năm 2016 để đảm bảo trò chơi được tối ưu hóa tốt. Trò chơi đã xuất hiện trên trang bìa của tạp chí Edge vào tháng 8. Hai tuần trước khi phát hành, Ubisoft và Samsung đã hợp tác để tặng kèm bản tải kỹ thuật số miễn phí của Watch Dogs 2 khi mua ổ cứng SSD hoặc màn hình gaming cong của họ. Các bản sao từ Amazon Prime được phát hành sớm, nhưng điều này đã làm lộ ra các vấn đề với chế độ chơi mạng liền mạch. Ubisoft cam kết sửa lỗi này theo đúng lịch trình, tuy nhiên, vào ngày phát hành, công ty cho biết tính năng này không hoạt động – nguyên nhân là do tình trạng lag và crash liên tục. Chế độ chơi mạng hợp tác được kích hoạt một tuần sau khi trò chơi ra mắt. Một bản dùng thử miễn phí kéo dài ba giờ đã được phát hành cho PlayStation 4 vào ngày 17 tháng 1 năm 2017; phiên bản Xbox One được cung cấp tải về vào ngày 24 tháng 1.
Đặt hàng trước "The Gold Edition Collector's Edition" bao gồm nội dung bổ sung như skin vũ khí, phương tiện di chuyển và drone; "Deluxe Collector's Edition" chứa các nội dung tương tự nhưng không bao gồm season pass. Mỗi phiên bản này, cũng như phiên bản "Collector's Edition" thông thường, đều có một robot vật lý tên là "Wrench Junior", được điều khiển bởi ứng dụng di động trên smartphone hoặc máy tính bảng. Phiên bản "Gold Edition" đi kèm với các mục tương tự và season pass, trong khi "Deluxe Edition" loại bỏ season pass nhưng vẫn bao gồm tất cả các nội dung bổ sung khác. Nhiệm vụ "Zodiac Killer" cũng chỉ dành riêng cho những người đặt hàng trước. Nhiệm vụ này liên quan đến nhân vật chính Marcus Holloway truy đuổi một kẻ bắt chước thực hiện cùng modus operandi với tên sát nhân khét tiếng Zodiac Killer. Thành viên Amazon và Twitch Prime được hưởng nội dung miễn phí như tăng XP và gói skin. "ScoutXpedition", một nhiệm vụ thưởng đặt hàng trước trên PlayStation 4, trở thành miễn phí để tải về vào tháng 1 năm 2017.
Trò chơi đã được phát hành trên các dịch vụ cloud gaming Amazon Luna và Google Stadia lần lượt vào ngày 23 tháng 11 năm 2020 và ngày 9 tháng 12 năm 2020.

### Nội dung tải về (DLC)
Năm gói nội dung tải về (DLC) đã được phát hành: "T-Bone Content Bundle", "Human Conditions", "No Compromise", "Root Access Bundle" và "Psychedelic Pack". Theo thỏa thuận độc quyền với Sony Interactive Entertainment, tất cả các DLC của Watch Dogs 2 đều là độc quyền có thời hạn trên PlayStation 4.
- Root Access Bundle (có sẵn vào tháng 12 năm 2016)[63] và Psychedelic Pack (có sẵn vào ngày phát hành) bao gồm nhiệm vụ Zodiac Killer cùng với các trang phục, xe hơi, skin và vũ khí mới.[60][61]
- T-Bone Content Bundle được phát hành cho PlayStation 4 vào ngày 22 tháng 12 năm 2016,[64] bao gồm chế độ khó hợp tác mới, "Mayhem" (Hỗn loạn), cùng với quần áo và xe tải của nhân vật Raymond "T-Bone" Kenney từ trò chơi Watch Dogs đầu tiên.[60][61]
- Human Conditions được phát hành vào ngày 21 tháng 2 năm 2017 cho PlayStation 4 và ngày 23 tháng 3 năm 2017 cho Xbox One và PC,[65] bao gồm ba câu chuyện mới diễn ra trong ngành khoa học và y tế tại San Francisco. Gói này cũng bao gồm các nhiệm vụ hợp tác mới với một lớp kẻ thù mới gọi là "the Jammer" (Kẻ gây nhiễu), một đối thủ sử dụng công nghệ để làm nhiễu toàn bộ thiết bị hack của người chơi, khiến họ dễ bị tấn công trực diện.[60][61]
- No Compromise được phát hành vào ngày 18 tháng 4 năm 2017 cho PlayStation 4 và ra mắt vào ngày 18 tháng 5 năm 2017 cho Windows và Xbox One, bao gồm một nhiệm vụ cốt truyện mới, trang phục và vũ khí.[66]

## Đón nhận
Watch Dogs 2 nhận được đánh giá "khá tích cực" từ các nhà phê bình, theo tổng hợp từ trang Metacritic. Các vấn đề kỹ thuật trên console đã được khắc phục thông qua bản cập nhật 1.04 patch. Trong bài đánh giá của mình, Zack Furniss từ Destructoid khen ngợi sự thay đổi về tông màu của phần tiếp theo khi giảm bớt sự nghiêm túc và nhận xét rằng nhân vật chính Marcus Holloway mang lại sự quyến rũ và hài hước tương tự. Ông đánh giá cao thành phần hack vì tính linh hoạt trong nhiều lĩnh vực sử dụng khác nhau và thích khả năng tương thích của nó với cách tiếp cận phi sát thương; thực tế, Furniss cảm thấy rằng vì lý do này súng đạn có thể đã bị loại bỏ hoàn toàn. Việc lái xe được khen ngợi là cải tiến so với trò chơi đầu tiên, nhưng các vấn đề kỹ thuật như glitch và tốc độ frame rate thấp vẫn được coi là điểm yếu. Matt Buchholtz từ EGM cho rằng trò chơi không chỉ đơn thuần là một câu chuyện về nhóm hacker mà còn là "một sự hòa mình tuyệt đẹp vào khu vực Vịnh San Francisco". Bối cảnh, nhân vật và cốt truyện được xem là những cải tiến đáng kể so với phần trước. Buchholtz nhận thấy rằng các nhiệm vụ yêu cầu để tăng số người theo dõi đã thành công trong việc khuyến khích khám phá thế giới. Tuy nhiên, ông lưu ý rằng – trong bối cảnh của nhân vật chính – hành động giết người dường như không hợp lý, dẫn đến việc người chơi thường sử dụng lối chơi ẩn nấp. Elise Favis từ Game Informer vừa phê phán vừa khen ngợi các yếu tố so với Watch Dogs. Cô thích việc hack được ưu tiên trong lối chơi và cơ chế lái xe "mượt mà" hơn, nhưng nhận thấy sự mâu thuẫn giữa hành động của nhân vật chính với tính cách của anh ta, đồng thời cho rằng các nhân vật phụ "quá khó chịu và nhỏ nhặt để trở thành đồng đội có ý nghĩa". Favis cũng gặp phải vấn đề về tốc độ khung hình thấp trên PlayStation 4.
Aron Garst từ Game Revolution nhận định rằng Watch Dogs 2 đã khắc phục "gần như mọi khía cạnh tiêu cực của phần gốc" và vì vậy, đánh dấu một sự thay đổi tích cực cho thương hiệu này. Dan Stapleton từ IGN thích Marcus Holloway hơn Aiden Pearce của trò chơi đầu tiên và cũng đánh giá cao các nhân vật phụ trong nhóm DedSec. Tuy nhiên, sở thích về đạo đức của Marcus lại là một sự mâu thuẫn rõ ràng đối với Stapleton khi người chơi có thể chọn để Marcus giết những người vô tội. Do đó, tính cách của nhân vật được coi là yếu tố duy nhất ngăn chặn bạo lực và thúc đẩy cách tiếp cận ẩn nấp, điều mà Stapleton nhấn mạnh là công cụ phù hợp nhất trong trò chơi. Philip Kollar từ Polygon cho rằng Watch Dogs 2 có thể thu hút những ai có thể đồng cảm với "việc trẻ tuổi, tức giận với hệ thống và tin chắc rằng bạn biết điều gì tốt nhất cho thế giới". Phong cách hài hước châm biếm của trò chơi được cho là phù hợp tự nhiên với văn hóa hacker và thể loại thế giới mở. San Francisco – nơi được mô tả là "được thiết kế thông minh" – không khiến Kollar cảm thấy quá tải về kích thước mà ngược lại, truyền cảm hứng vui vẻ khi ông tận dụng khả năng khám phá toàn bộ thành phố ngay lập tức. Những lời phàn nàn của ông tập trung vào vũ khí; việc sử dụng chúng được coi là "sự thất bại hoàn toàn của trí tưởng tượng" và không hợp lý khi xuất phát từ các thành viên của DedSec – "một nhóm hacktivist ôn hòa kiểu Anonymous". Alice Bell từ VideoGamer.com viết trong đánh giá của mình, "Watch Dogs 2 thiếu một chút sự tinh chỉnh và gặp vấn đề với chế độ multiplayer, nhưng việc gia nhập DedSec vẫn là một trải nghiệm cực kỳ thú vị. Đây là niềm vui đầy năng lượng với các nhân vật hấp dẫn, và bạn có thể biến cả thành phố thành sân chơi của mình".

### Doanh số
Vào tháng 11 năm 2016, Ubisoft tiết lộ rằng lượng đặt hàng trước của trò chơi không đạt kỳ vọng của công ty. Do đó, Ubisoft đã áp dụng cách tiếp cận thận trọng hơn và giảm dự báo doanh số cho nửa cuối năm tài chính 2017. Tuy nhiên, Giám đốc điều hành Yves Guillemot tự tin rằng trò chơi sẽ không trở thành một thất bại thương mại và so sánh nó với Far Cry 3, một trò chơi có doanh số đặt trước thấp nhưng lại thành công về mặt thương mại. Ông tin rằng các bài đánh giá sẽ có tác động lớn đến doanh số bán hàng vì người tiêu dùng thường có xu hướng "xem xét kỹ lưỡng" trước khi mua. Theo Chart-Track, Watch Dogs 2 là trò chơi video bán lẻ bán chạy thứ hai tại Vương quốc Anh trong tuần đầu ra mắt, giảm tám mươi phần trăm so với doanh số của phiên bản gốc. Tại Hoa Kỳ, trò chơi đứng thứ tám về doanh số vào tháng 1 năm 2017. Phiên bản PlayStation 4 đã bán được 68.796 bản tại Nhật Bản. Vào tháng 5 năm 2020, Ubisoft thông báo trong báo cáo thu nhập rằng Watch Dogs 2 đã bán được hơn 10 triệu bản tính đến cuối năm tài chính 2019–20, kết thúc vào tháng 3 năm 2020.

## Phần tiếp theo
Phần tiếp theo với tên gọi Watch Dogs: Legion được Ubisoft gợi ý qua Twitter một tuần trước khi công bố chính thức tại E3 2019, với ngày phát hành ban đầu được công bố là ngày 6 tháng 3 năm 2020, nhưng sau đó bị trì hoãn đến ngày 29 tháng 10.